# ケネス・ローレンス
ケネス・ローレンス（Kenneth J. Lawrence、1964年-）は、アメリカ合衆国の天文学者である。
彼は32個の小惑星の他に、周期彗星ヘリン・ローレンス彗星を発見した。
1986年にエレノア・ヘリンが発見した小惑星(4969) ローレンスは、彼の名前にちなんでいる。